# French Connection II
French Connection II ist ein 1975 von John Frankenheimer gedrehter Film und die Fortsetzung von  Brennpunkt Brooklyn aus dem Jahr 1971. Gene Hackman spielt wie auch im ersten Teil den New Yorker Polizisten Jimmy „Popeye“ Doyle.
Im Gegensatz zu Brennpunkt Brooklyn, der auf einer wahren Begebenheit basiert, ist das Drehbuch zu French Connection II rein fiktiv und konzentriert sich noch mehr als der Vorgänger auf den Charakter Doyles.

## Handlung
Die Handlung knüpft an das Entkommen des Drogenbosses Alain Charnier aus New York an und schildert, wie Detective Jimmy „Popeye“ Doyle die Verfolgung nach Marseille fortsetzt. Doyle soll dort mit dem französischen Polizisten Henri Barthélémy und dessen Kollegen zusammenarbeiten, mit dem er jedoch einige Meinungsverschiedenheiten und Probleme bekommt. Doyle, der kaum ein Wort der Landessprache beherrscht und noch weniger die Verhältnisse der Stadt kennt, verhält sich auch allgemein sehr auffällig und so weiß Charnier bald von seiner Anwesenheit in der Stadt.
Popeye – der von zwei Polizisten mehrere Tage beschattet wird – schüttelt diese zwar ab, wird aber umgehend von Handlangern Charniers entführt und in einem verlassenen Hotel drei Wochen lang gefangen gehalten. Charnier lässt Doyle schließlich frei, denn dieser hat nichts gegen ihn in der Hand und außerdem hat Charnier Doyle mittels Heroin drogenabhängig und damit unglaubwürdig gemacht.
Außerdem würde die Heroinabhängigkeit eigentlich zum Ausschluss aus dem Polizeidienst führen; allerdings meldet Barthélémy diesen Umstand nicht weiter und führt stattdessen einen „Kalten Drogenentzug“ an Doyle durch. Dieser kommt zu der Erkenntnis, von Anfang an nur als Lockvogel benutzt worden zu sein, mit dessen Hilfe die französische Polizei Charnier aus der Reserve locken wollte.
Doyle macht sich erneut alleine auf die Suche nach Charnier. Er spürt das Hotel auf, in dem er gefangen gehalten wurde und steckt es in Brand. Bei dieser Aktion erfährt er, dass Charniers Organisation nachts Heroin in einem in den nächsten Tagen auslaufenden Schiff deponieren will. Doyle und Barthélémy gelingt es, den französischen Drogenboss aufzuspüren; dazu benutzen sie den Kapitän des Schiffes als Lockvogel.
Nach einer längeren Verfolgungsjagd gelingt es Doyle schließlich, Charnier, der sich auf seiner Yacht schon in Sicherheit wähnt, zu erschießen.

## Kritiken
„John Frankenheimer inszeniert nicht nur gute Action, sondern gewinnt dem Genre zusätzlichen Reiz ab, indem er den Mentalitätskonflikt zwischen Amerikanern und Franzosen betont. Leider verflacht der Film im letzten Drittel zur üblichen Krimi-Routine.“

„Gene Hackman gelang eine exzellente Reprise seiner Oscar-Rolle. Regisseur John Frankenheimer inszenierte allerdings nicht im Doku-Stil des großen Vorgängers. Er drehte einen eher konventionellen, spannenden Thriller, aus dem die beklemmende Suchtsequenz herausragt. Fazit: Eines der gelungensten Sequels des Genres.“

„Hackman hat auch in diesem Film wirklich gute Szenen, in denen er den Charakter Doyles exzellent zu spielen weiß. Dafür allerdings erscheinen alle anderen Personen – Charnier, Barthelemy, von den anderen ganz zu schweigen – als personelles Zusatzfutter ohne Bedeutung und charakterliche Tiefe. Lediglich der Showdown zwischen Doyle und Charnier lässt noch etwas spüren von Friedkins Klassiker aus dem Jahr 1971.“

## Auszeichnungen
War der Vorgänger Brennpunkt Brooklyn bei der Oscarverleihung 1972 noch mit fünf Academy Awards ausgezeichnet worden, wurde French Connection II von der Academy of Motion Picture Arts and Sciences und den wichtigen Filmkritikerverbänden der Vereinigten Staaten ignoriert. Hauptdarsteller Gene Hackman wurde 1976 für den Golden Globe (Drama) und den Britischen Filmpreis nominiert, wo er sich jedoch Jack Nicholson (Einer flog über das Kuckucksnest) bzw. Al Pacino (Hundstage und Der Pate – Teil II) geschlagen geben musste. Die Drehbuchvorlage von Robert Dillon, Laurie Dillon und Alexander Jacobs wurde im selben Jahr bei der Preisverleihung der Writers Guild of America als bestes Drama-Filmskript nominiert.